# 张国恩 (1880年)
张国恩（1880年—1940年），亦名眉宣、梅轩，别名梅先。湖北省黄安县（今红安县）杨二乡张家湾人:42。中华民国大陆时期政治人物。
出身于农民家庭。父母早逝，由哥嫂抚养长大。十七岁时，在黄州府应试，中秀才:42。1902年，进入武昌文普通中学堂，加入日知会。1906年，考入两湖书院，加入共进会。1911年参加武昌起义，加入汉口军政分府军需处工作。同时加人中国同盟会。曾参与南北议和谈判。出任宜昌税务局局长，后回湖北省立第一师范学校任教。1914年1月，张国恩和董必武前往日本，进入东京日本大学法律科学习。7月，谒见孙中山，加入中华革命党。1915年6月，张国恩回国，秘谋反袁军事活动。1917年春在武昌，他与董必武合办律师事务所，从事革命活动。1919年2月在上海，与董必武共同主持湖北善后公会，从李汉俊处接触马克思主义。年底，回湖北与董必武等创办私立武汉中学。1920年，张国恩与董必武、刘伯垂等人在武昌成立共产党武汉支部，后自动脱离组织。1921年，任湖北省立第一师范学校教务主任，为学运、工运做宣传工作。
1925年7月，当选为中国国民党湖北省党部执行委员。此后从事党职工作，配合北伐军攻占武汉。1927年起，历任中国国民党湖北省党部执委兼农民部长、湖北省农协执委兼建设部长、湖北省政府常委兼民政厅厅长、武汉市政府委员、国民党中央农民运动讲习所教员等职。七一五事变后，任中国国民党湖北省党部常委。南京国民政府的西征军占领武汉后，张国恩遭通缉、逃亡。后重操律师之业。1938年，应董必武邀请，担任《新华日报》常年法律顾问。
武汉会战后，随着武汉沦陷，张国恩投靠日本。最初于1939年4月12日任“和平救国联合会”理事。10月30日，伪武汉特别市政府任命张国恩为劳工协会理事兼实业部部长。1940年8月，汪伪政府任命为社会运动指导委员会湖北省分会主任委员。当年8月17日，张国恩在外活动时“罹疾身亡”。死亡地点为南京:43。